# Золотарёв, Карп
Карп Иванович Золотарёв (ок. 1656 — ок. 1700) — русский иконописец и резчик по дереву. Работал в Оружейной палате и в золотописной мастерской Посольского приказа, которую возглавлял в течение нескольких лет.

## Биография
Богдан Салтанов и Василий Познанский «являются „крайней левой“ в истории русской иконописи ушаковской эпохи, — теми якобинцами, в искусстве которых исчезают последние следы и без того уже довольно призрачной традиции».
Точные сведения о времени и месте рождения Золотарёва отсутствуют. Известно, что в 1667 году он стал учеником художника Оружейной палаты Богдана Салтанова и к 1673 году вполне освоил живописное дело. В том же году Золотарёв представил Алексею Михайловичу свои первые самостоятельные работы, одна из которых носила название «Персону осязание» и изображала аллегорическую фигуру — олицетворение одного из пяти чувств. В указанное время Золотарёв получал по 2 алтына и 2 деньги в день. С 8 сентября 1675 года его жалованье увеличилось ещё на 4 деньги. В этот период живописец занимался обычными для придворного художника делами: расписывал знамёна (одно из них в 1677 году было преподнесено царю на Пасху), киоты, кресты, ларцы, сундуки, пасхальные яйца, печи в царских хоромах, а также писал иконы и портреты.
В 1679 году Золотарёв вместе с Иваном Мировским, Яковом Ивановым, Василием Познанским и Автономом Ивановым позолотил резной деревянный иконостас для церкви Покрова Пресвятой Богородицы в селе Измайлове, строительство которой на тот момент было только что завершено. В последующие годы художник украсил иконостасы ещё нескольких церквей: преподобного Сергия в селе Воробьёве (1681), великомученицы Екатерины (1685) и преподобной Евдокии в Московском Кремле (1687). Кроме того, в 1681 году по эскизу Золотарёва был создан иконостас Крестовоздвиженской церкви Московского Кремля. Иконы для этого иконостаса написал Василий Познанский, который годом ранее вместе с Золотарёвым украсил живописными панно Потешный дворец.

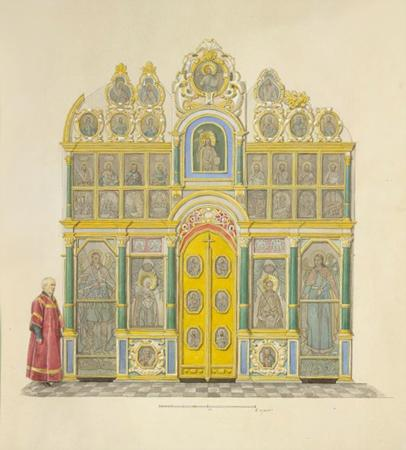
Иконостас Крестовоздвиженской церкви Московского Кремля, созданный по эскизу Золотарёва

В 1683 году художник перешёл из Оружейной палаты в Посольский приказ, который находился в ведении князя Василия Голицына. Вскоре после этого Золотарёв возглавил золотописную мастерскую Посольского приказа и стал получать огромное по тем временам жалованье — 138 рублей 26 алтын в год. В период правления царевны Софьи художник начал писать для храмовых иконостасов иконы в «живописном» стиле, который, в отличие от традиционного, предполагал использование масляных красок. По рисунку и под руководством Золотарёва в 1684 году был вырезан иконостас для надвратной Преображенской церкви Новодевичьего монастыря, а три года спустя художник вместе с большой группой коллег принял участие в золочении и написании икон для этой же церкви. Кроме того, Золотарёв руководил изготовлением резного золочёного иконостаса для церкви царевича Иоасафа в селе Измайлове (конец 1680-х годов; не сохранился), участвовал в создании иконостасов для церкви Покрова Пресвятой Богородицы в Медведкове (конец 1680-х годов; сохранился, однако в XIX веке был переделан) и церкви в честь иконы Божией Матери «Живоносный Источник» в селе Чёрная Грязь (1686; не сохранился).
В августе 1689 года царевна Софья предприняла попытку захвата власти. После провала этой попытки Голицын был лишён боярства и всего имущества и сослан с семьёй в Еренский городок. Опала Голицына отразилась и на судьбе его подопечного: Золотарёв был уволен из Посольского приказа. Однако уже в июне 1690 года он смог вернуться на прежнее место и получать жалование в размере 50 рублей. Три года спустя дядя Петра I боярин Лев Нарышкин привлёк художника к украшению церкви Покрова Пресвятой Богородицы в Филях. По рисунку Золотарёва был выполнен резной иконостас верхнего храма (сохранился полностью), многие иконы для которого были написаны при участии художника (в том числе «Успение Богоматери», «Апостол Пётр и апостол Павел», «Иоанн Предтеча и Алексей человек божий»). По одной из гипотез, лики на некоторых из этих икон были «списаны с живых оригиналов из семьи Нарышкиных». Спустя несколько лет Золотарёв умер.

## Основные работы
- Портрет патриарха Иоакима (1677—1678, ТМЗ)
- «Св. София, Вера, Надежда, Любовь» (2-я пол. 1680-х, МНДМ)
- «Св. Иоанн Предтеча и св. Алексей Человек Божий» (1694, ЦМиАР)
- «Распятие» (1694, ЦМиАР)
- «Богоматерь с младенцем на престоле» (1690-е, ЦМиАР)